# Jan Sowiński (ceramik)
Jan Sowiński (ur. 1911 w Kielcach, zm. 1990 we Włocławku) – polski artysta ceramik, grafik.

## Życiorys
Urodził się w 1911 w Kielcach i tu ukończył szkołę im. Stanisława Staszica. W latach 1928–32 uczył się w Państwowej Szkole Sztuk Zdobniczych i Przemysłu Artystycznego w Krakowie. Odbył służbę wojskową w 5 Pułku Strzelców Pohalańskich.
Po powrocie do rodzinnego miasta otworzył „Atelier Kropka”, gdzie zajmował się reklamą, projektowaniem graficznym książek, malarstwem, projektami witryn i wystaw sklepowych w mieście. Należał do 3 Kieleckiej Drużyny Harcerskiej, PCK, Ligi Morskiej oraz Ligi Obrony Powietrznej Państwa.
We wrześniu 1939 brał udział w walkach pod Wieluniem i Laskiem oraz walczył w obronie Warszawy. Został wzięty do niewoli i trafił do obozu w Żyrardowie skąd został pod koniec października 1939 zwolniony.
Po powrocie do Kielc wstąpił do Związku Walki Zbrojnej i utworzył w swoim atelier zakład fotograficzny. Zajmował się tworzeniem kopii dokumentów, planów sytuacyjnych, w pracowni znajdował się punkt kontaktowy kolportażu prasy konspiracyjnej oraz produkowane były zdjęcia do fałszywych legitymacji, kenkart i ausweisów. 20 listopada 1942 został aresztowany i po przesłuchaniu przewieziony do kieleckiego więzienia. Na początku stycznia 1942 trafił do obozu na Majdanku. W kwietniu 1944 został przewieziony do obozu w Gross Rosen a następnie do obozu w Litomierzycach w Czechach.
Po wyzwoleniu powrócił do Kielc i odtworzył zniszczoną pracownię "Atelier Kropka". Został przyjęty do Związku Polskich Artystów Plastyków. W 1953 rozpoczął pracę we Włocławku w Zakładach Ceramiki Stołowej w Ośrodku Wzorcującym. Stał się jednym z czołowych projektantów form ceramicznych jak i wzorów dekoracji. Wyroby jego projektu prezentowane były na wystawach krajowych i zagranicznych.
Córka jego Grażyna Sowińska-Guźlecka jest projektantką wzornictwa przemysłowego we Włocławku oraz zajmuje się projektowaniem i produkcją bombek choinkowych.